# جوزيف جرينسبان
جوزيف جرينسبان (بالإنجليزية: Joseph Greenspan)‏ (12 سبتمبر 1992 في الولايات المتحدة - ) هو لاعب كرة قدم أمريكي في مركز الدفاع. لعب مع كولورادو رابيدز.

## وصلات خارجية
- جوزيف جرينسبان على موقع الدوري الأمريكي (الإنجليزية)
- جوزيف جرينسبان على موقع قاعدة بيانات كرة القدم.إي يو (الإنجليزية)
- جوزيف جرينسبان على موقع AS.com (الإسبانية)